# Jamal Daibes
Jamal Boulos Sleiman Daibes (Zababdeh, 3 luglio 1964) è un vescovo cattolico giordano, dal 13 gennaio 2024 vescovo di Gibuti e amministratore apostolico di Mogadiscio.

## Biografia
Jamal Daibes è nato a Zababdeh il 3 luglio 1964.

### Formazione e ministero sacerdotale
Nel 1975 è entrato nel seminario minore del patriarcato di Gerusalemme dei Latini. Successivamente ha studiato presso il seminario patriarcale di Beit Jala.
L'8 luglio 1988 è stato ordinato presbitero per il patriarcato di Gerusalemme dei Latini a Zababdeh da monsignor Michel Sabbah. In seguito è stato vicario parrocchiale della parrocchia di Cristo Re a Misdar, Amman, dal 1988; professore presso il seminario patriarcale dal 1989 e parroco della parrocchia di Sant'Elia ad Al Wahadinah dal 1990. Nel 1994 è stato inviato a Roma per studi. Nel 1998 ha conseguito il dottorato in teologia dogmatica presso la Pontificia Università Gregoriana. Tornato in diocesi è stato professore presso il seminario patriarcale di Beit Jala dal 1998, insegnante all'Emmaus Centre di Bait Sahur e al Mar Elias College di Ibillin, docente di studi religiosi presso l'Università di Betlemme e presidente del suo Dipartimento di studi religiosi dal 2003, decano della Facoltà di lettere dello stesso ateneo dal 2008, canonico patriarcale dal 2009, rettore del seminario patriarcale di Beit Jala dal 2013, parroco della parrocchia della Sacra Famiglia a Ramallah dal 2017 al 2021 e direttore delle 44 scuole del patriarcato latino in Palestina.

### Ministero episcopale
L'11 marzo 2022 papa Francesco lo ha nominato vescovo ausiliare di Gerusalemme dei Latini e titolare di Patara. Ha ricevuto l'ordinazione episcopale il 6 maggio successivo nella chiesa di Santa Caterina a Nazareth dal patriarca di Gerusalemme dei Latini Pierbattista Pizzaballa, co-consacranti i vescovi ausiliari dello stesso patriarcato William Hanna Shomali e Rafic Nahra.
Il 2 luglio 2021 è stato nominato vicario patriarcale per la Giordania con residenza ufficiale ad Amman.
Nel luglio dell'anno successivo ha assunto ad interim la guida delle scuole del patriarcato della Giordania.
Il 13 gennaio 2024 lo stesso papa lo ha nominato vescovo di Gibuti e amministratore apostolico di Mogadiscio; è succeduto in entrambi gli incarichi a Giorgio Bertin, dimissionario per raggiunti limiti d'età. Il 19 febbraio ha presieduto una messa di ringraziamento e congedo dal patriarcato nella chiesa dell'Annunciazione. Ha preso possesso della diocesi il 3 marzo successivo.

## Genealogia episcopale
La genealogia episcopale è:
- Cardinale Scipione Rebiba
- Cardinale Giulio Antonio Santori
- Cardinale Girolamo Bernerio, O.P.
- Arcivescovo Galeazzo Sanvitale
- Cardinale Ludovico Ludovisi
- Cardinale Luigi Caetani
- Cardinale Ulderico Carpegna
- Cardinale Paluzzo Paluzzi Altieri degli Albertoni
- Papa Benedetto XIII
- Papa Benedetto XIV
- Papa Clemente XIII
- Cardinale Marcantonio Colonna
- Cardinale Giacinto Sigismondo Gerdil, B.
- Cardinale Giulio Maria della Somaglia
- Cardinale Carlo Odescalchi, S.I.
- Vescovo Charles-Joseph-Eugène de Mazenod, O.M.I.
- Cardinale Joseph Hippolyte Guibert, O.M.I.
- Cardinale François-Marie-Benjamin Richard
- Cardinale Pietro Gasparri
- Cardinale Clemente Micara
- Cardinale Antonio Samorè
- Cardinale Angelo Sodano
- Cardinale Leonardo Sandri
- Cardinale Pierbattista Pizzaballa, O.F.M.
- Vescovo Jamal Boulos Sleiman Daibes